# Jean-Gaspard Deburau
Jean-Gaspard Deburau (gelegentlich auch Jean-Baptiste, Baptiste, auch Debureau; eigentlich Jan Kašpar Dvořák; * 31. Juli 1796 in Kolín, Böhmen; † 17. Juni 1846 in Paris) war ein böhmisch-französischer Pantomime.

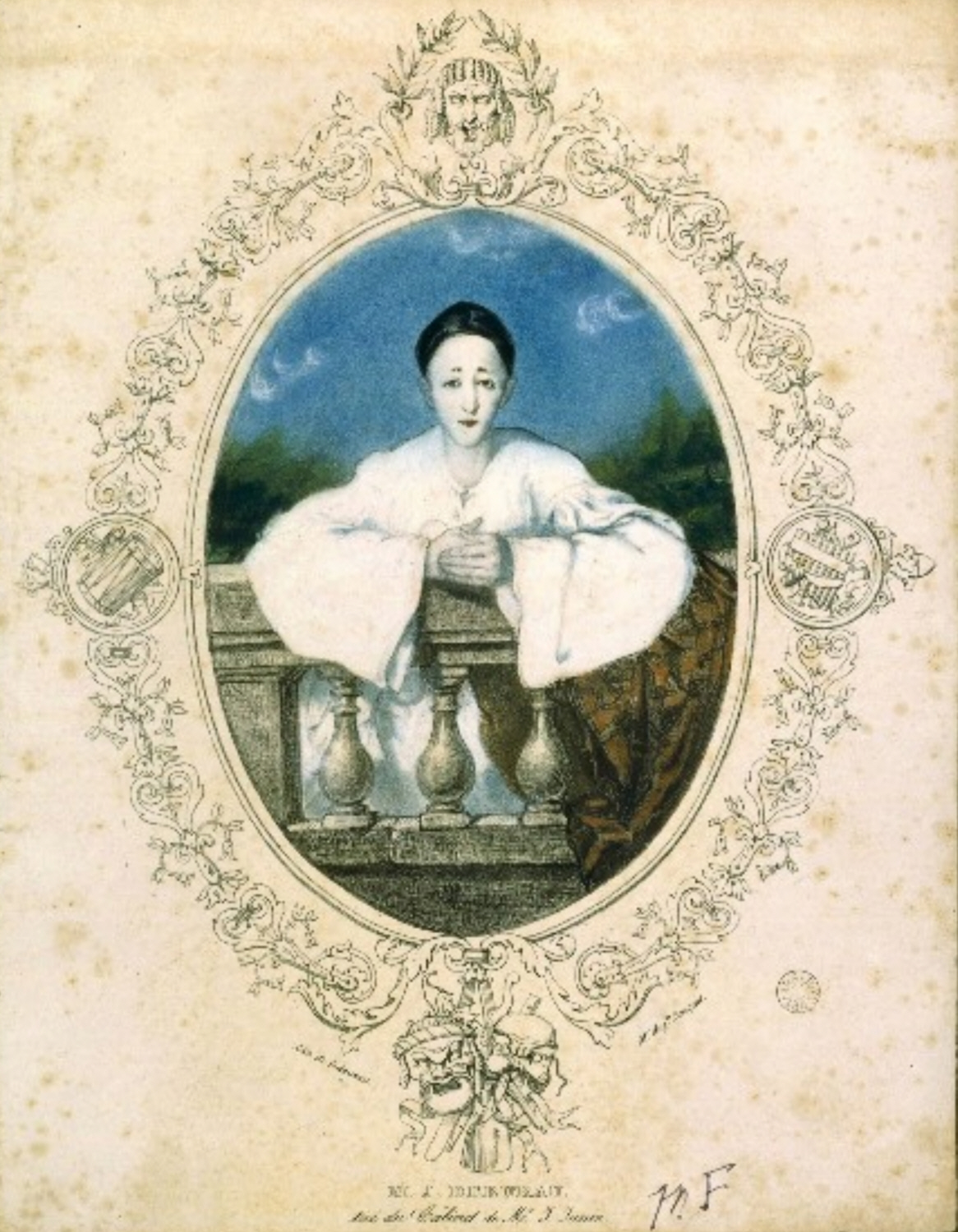
Deburau als Pierrot, um 1830

## Leben
Er wurde als Sohn des Seiltänzers Philippe Germain Deburau und der Hausangestellten Katerina Králová (auch Catherine Graff genannt) in der böhmischen Stadt Kolín geboren. Im Jahre 1811 kam seine Familie nach Paris und ließ sich dort in der Rue Saint-Maur nieder, wo sie artistische Vorstellungen gab.
Deburau wurde bald zum Aushängeschild des Théâtre des Funambules. Die für ihn typische tragische Bühnenfigur des Pierrot, eines in fließende weiße Gewänder gekleideten mondsüchtigen Verliebten, der schweigend leidet, stand im Kontrast zu den Charakteren der Melodramen, die zu jener Zeit in Mode waren. Seine Darstellungen auf dem Gebiet der Pantomime waren eng verbunden mit dieser Figur, die auf der Maske des Pedrolino der italienischen Commedia dell’arte basierte, die er jedoch dem Geschmack des Pariser Publikums angeglichen hatte.
Deburau war auch ein Meister im Stockkampf. Als er bei einem Überfall den Angreifer mit einem Stockschlag tötete, um seine Frau zu verteidigen, und deswegen vor Gericht erscheinen musste, kamen zahlreiche Zuschauer, um ihn einmal sprechen zu hören. 
Deburau starb in Paris und wurde dort auf dem Friedhof Père-Lachaise (59. Division) beigesetzt. Nach seinem Tod übernahm sein Sohn Jean-Charles Deburau (1829–1873) die von seinem Vater entwickelte Figur und trug dazu bei, den französischen Pierrot als Bühnencharakter zu etablieren. 

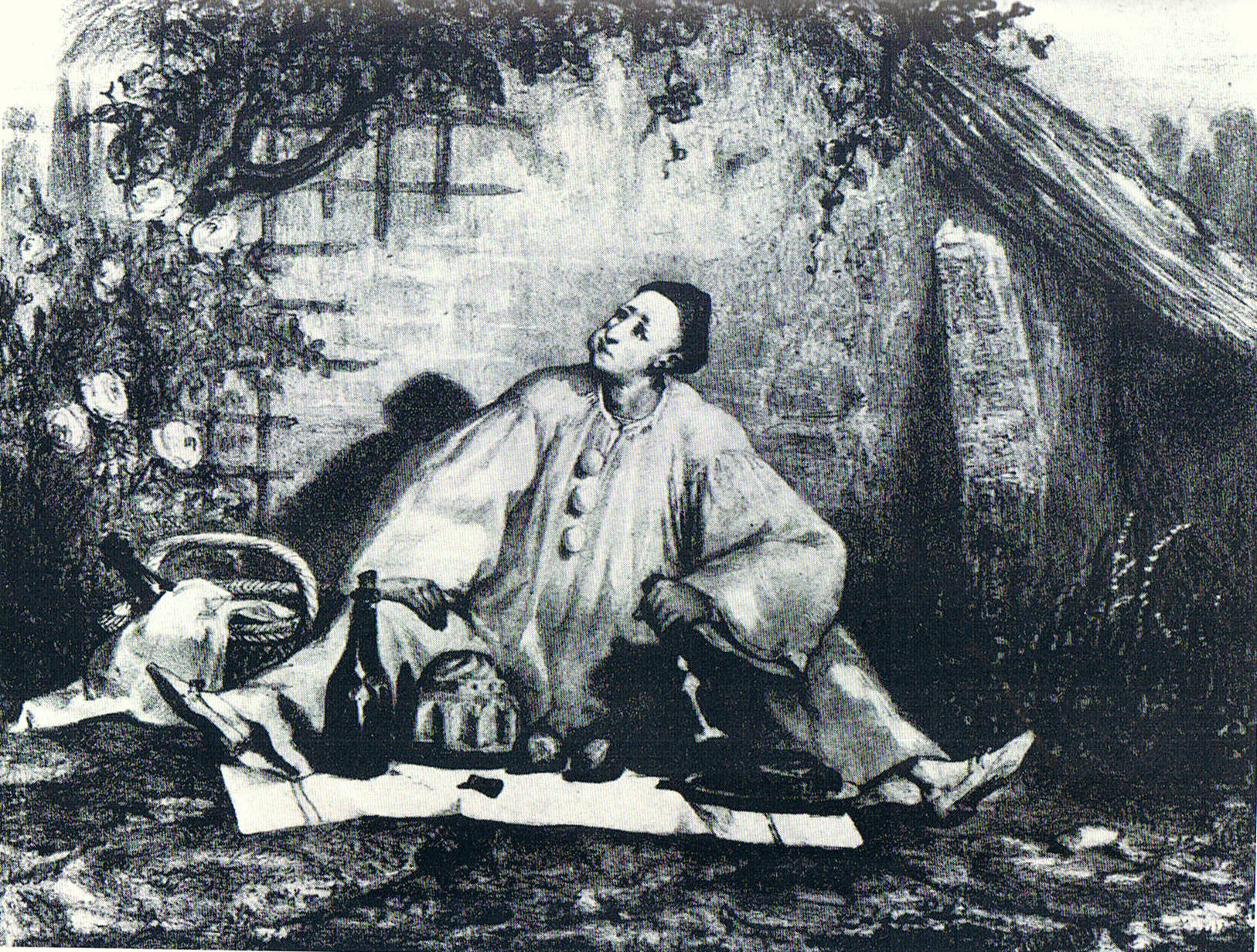
Auguste Bouquet, Le Repas de Pierrot: Deburau als Pierrot, um 1830

## Trivia
In dem 1938 entstandenen deutschen Spielfilm Tanz auf dem Vulkan wird Jean-Gaspard Deburau (hier  „Debureau“) von Gustaf Gründgens verkörpert. 
Jean-Louis Barrault verkörperte in dem Film Kinder des Olymp (1943/45) eine Interpretation: die Figur Baptiste Debureau (sic!).